# Up for It
Up for It ist ein Jazzalbum von Keith Jarrett, Gary Peacock und Jack DeJohnette, das am 16. Juli 2002 bei einem Konzert des Trios auf dem Festival Jazz à Juan  in Juan-les-Pins mitgeschnitten wurde und 2003 bei ECM Records erschien.

## Hintergrund
Nach Überwindung seiner über zwei Jahre währenden Erkrankung am Chronischen Fatigue-Syndrom tourte der Pianist Keith Jarrett 2001/02 mit seinem Standards-Trio; in diesem Zeitraum entstanden Mitschnitte von Konzerten, die letztlich als Alben veröffentlicht wurden: Inside Out (2001), Always Let Me Go (2002), Up for It (2003), The Out-of-Towners (2004), My Foolish Heart (2007) und Yesterdays (2009).
In seinen ausführlichen Linernotes unter dem Titel „Der Sieg der Leidenschaft“ beschreibt Keith Jarrett die katastrophalen Bedingungen, die beinahe zur Absage dieses Konzert führten, das auf der Freiluftbühne am Strand von Antibes stattfand. Alle drei Musiker hatten damals mit gesundheitlichen Problemen zu kämpfen; völlig überraschend für diese Jahreszeit regnete es während Tagen heftig; es war kalt, die Musiker hatten auf der offenen Bühne Angst um ihre Instrumente, der Backstage-Bereich war nicht wirklich angenehm. Die drei Musiker waren schon entschlossen, das Konzert abzusagen, als beim Espresso nach dem Backstage-Dinner plötzlich ganz kurz ein Sonnenstrahl durch die Wolken brach und sie sich umentschieden: Wenn sie schon hier wären und die Instrumente bereitstanden, dann würden sie auch spielen: „Wir brauchten diese Therapie. Wir brauchten die Musik. […] Es begann erneut heftig zu regnen und wir konnten nur einen sehr kurzen Soundcheck machen, aber trotz all dieser Dinge geschah etwas Wundervolles. Innerhalb von Sekunden waren wir ‚in der Zone‘. Ich schaute zu Gary und Jack, die beide ein breites Lachen auf ihrem Gesicht hatten. Sie konnten nicht anders: Die Sonne ist immer da, hinter den Wolken. Was in dieser Aufnahme festgehalten wurde, repräsentiert für mich den Sieg der Leidenschaft über die Umstände, den Sieg von jugendlichem Überschwang über das Alter, und unser Bedürfnis nach Musik und Weisheit.“

## Titelliste
(Quelle: Discogs)

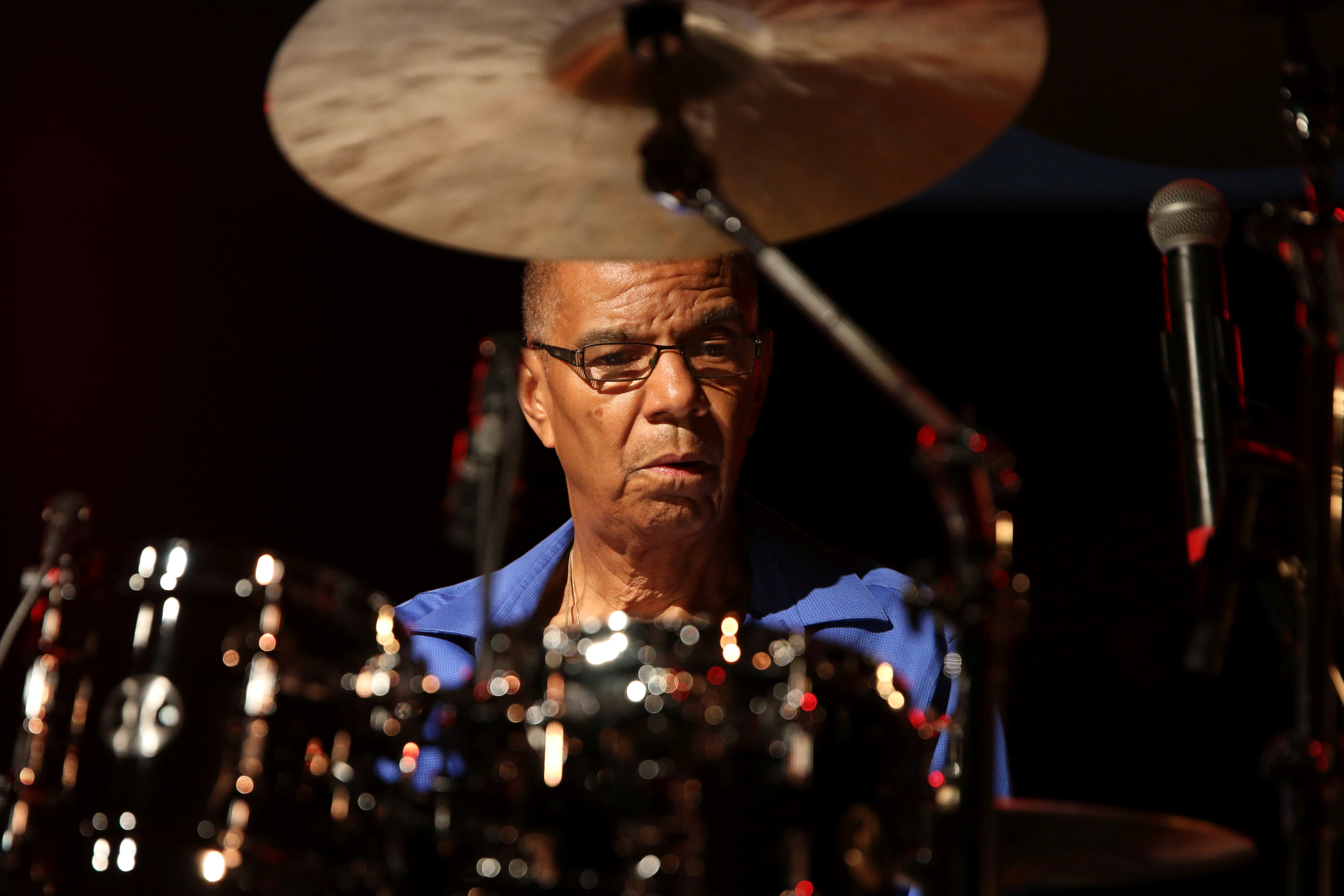
Jack DeJohnette bei einem Auftritt auf dem Deutschen Jazzfestival 2015. Foto: Oliver Abels

1. If I Were a Bell (Frank Loesser) 11:45
2. Butch & Butch (Oliver Nelson) 7:25
3. My Funny Valentine (Richard Rodgers, Lorenz Hart) 11:11
4. Scrapple from the Apple (Charlie Parker) 9:41
5. Someday My Prince Will Come (Frank Churchill, Larry Morey) 9:18
6. Two Degrees East, Three Degrees West (John Lewis) 6:45
7. Autumn Leaves  (Joseph Kosma, Jacques Prévert) / Up for It (Keith Jarrett) 16:58

## Musiker
- Keith Jarrett, Klavier
- Gary Peacock, Bass
- Jack DeJohnette, Schlagzeug

## Rezeption
Ian Latham meinte in seinem Beitrag für die BBC, Up for It zeige  „eindeutig, dass Keith Jarrett heute so gut klingt, wie er es jemals getan hat. Das Standards Trio zeigt sich erneut als eines der besten Jazz-Trios der Szene. Jarrett hat die Kunst des Bebop-Klavierspiels so weit entwickelt, dass er eine Klasse für sich ist. Er ist wirklich einer der melodischsten aller Improvisatoren“. Das Bassspiel von Gary Peacock sei einwandfrei und auch das Drumming von Jack DeJohnette ausgesprochen raffiniert und intelligent. „Ihr Verhältnis ist wie immer telepathisch und formuliert sich perfekt. Dieses Album, das das 20-jährige Bestehen des Trios feiert, ist eine willkommene Erinnerung daran, dass langjährige kreative Partnerschaften im Jazz eine wichtige Quelle für bemerkenswerte Musik sind.“ Besondere Highlights des Albums seien Charlie Parkers „Scrapple from the Apple“ und die erweiterte Version von „Autumn Leaves“, „die sich vollständig von der Harmonie und Form des Originals entfernt und sich zu einer bluesigen, auf Riffs basierenden Improvisation entwickelt.“ Einschränkend bemerkt Latham, dass es in dieser Session nichts gäbe, was wirklich neu sei.
John Fordham schrieb im Guardian: „Nach zwei Alben mit ausgesprochen frischen und offenen Improvisationen, in denen Keith Jarrett alle nachdrücklichen Einwände darüber ausräumte, dass seine unablässige Arbeitszeit von über 30 Jahren seine Spontanität ausgebrannt hatte, folgt ein weiteres Standards-Album zum 20-jährigen Jubiläum des Standards Trio.“ Der Mitschnitt, der Jazzklassiker wie „If I were a Bell“, „My Funny Valentine“, „Scrapple from the Apple“ und „Autumn Leaves“ enthalte, fügten sich zwar mit dem als Finale gesielten und von Jarrett komponierten Titeltrack ein. Es sei „vielleicht nicht ganz in der Liga der aufregenden Jarrett-Live-Aufnahmen aus dem Blue Note von 1994, und es hat auch nicht das packende Gefühl der letzten freien Sessions, aber es ist dennoch eine gute Gruppenleistung.“ „Jarretts langes und progressiv zunehmendes Solo auf dem Titelsong nach einem elegant wirbelnden ‚Autumn Leaves‘ ist eine dieser atemberaubenden improvisierten Akkumumierungen, für die der Pianist so verehrt wird.“

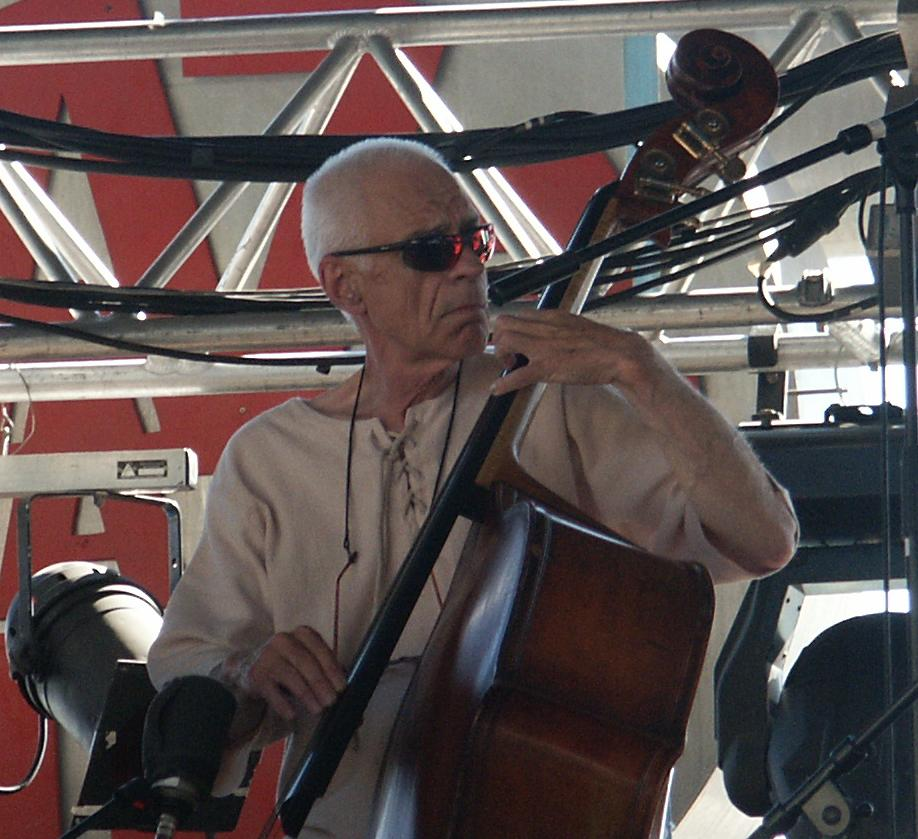
Gary Peacock 2003

Für Thomas Conrad (JazzTimes) signalisiert der Mitschnitt „auch eine Rückkehr zum Great American Songbook, nachdem zwei vollständig improvisierte Aufnahmen, Inside Out und Always Let Me Go entstanden sind.“ Doch seien in „Jarretts Händen sind vollständig improvisierte Alben und Alben von Standards nicht sehr verschieden. Die Aufzeichnungen von Standards lieferten die Koordinaten für die [musikalischen] Flüge von Jarrett. Dennoch höre sich dieser Mitschnitt anders an als die anderen Standardalben; „Jarrett treibt diese Songs nicht so hart an; Peacock und DeJohnette haben weniger Soli. Die Tempi sind meist im mittleren Bereich“. Auch wenn das Ergebnis „für Jarretts Maßstäbe bescheiden“ sei, erreichten sie dennoch „eine fließende und organische Einheit in ihrer spontanen Ideenfindung, die auf eine ruhige Weise außergewöhnlich ist.“ Die denkwürdigste Darbietung des Konzerts sei „My Funny Valentine“; sie unterscheide sich „deutlich von der präzisen, rituellen Version von Still Live aus dem Jahr 1986. Die frühere Aufführung hat unerbittliche Energie, Peacock und DeJohnette surren und zappeln, Jarrett streut Fragmente des Songs auf dem Song fliegen. Die Fassung hier ist gedämpfter, aber nicht weniger anspruchsvoll, und wenn sie am Ende einen Weg zurück zur Melodie findet, besteht sie kurz darauf und lässt sie dann verschwinden“. Up for It fehle die leidenschaftliche Kreativität (und die Klangqualität) der besten Alben im ECM-Portfolio dieses Trios. „Es ist jedoch eine ehrliche, kleine, einzigartige Folge in einer der herausragenden Körperschaften der in der Jazzgeschichte aufgezeichneten Werke“, resümiert John Fordham.“